# Cañaveras
Cañaveras è un comune spagnolo di 325 abitanti situato nella comunità autonoma di Castiglia-La Mancia.